# Víctor Amadeo de Anhalt-Bernburg
Víctor Amadeo de Anhalt-Bernburg (6 de octubre de 1634, Harzgerode - 14 de febrero de 1718, Bernburg) fue un príncipe alemán de la Casa de Ascania, gobernante del principado de Anhalt-Bernburg.

## Vida
Era el sexto hijo (el segundo superviviente) del Príncipe Cristián II de Anhalt-Bernburg, de su esposa Leonor Sofía, hija del Duque Juan de Schleswig-Holstein-Sonderburg.
La muerte de su hermano mayor, el Príncipe Heredero Erdmann Gideon (4 de abril de 1649), hizo a Víctor Amadeo el nuevo heredero de su padre, a quien sucedió siete años más tarde, en 1656. Cuatro años después de esto, la muerte de su único hermano menor y superviviente Carlos Ursino lo dejó como único agnado superviviente de la línea principal de Anhalt-Bernburg; los siguientes herederos, hasta el nacimiento de sus hijos, eran su tío, el Príncipe Federico de Anhalt-Harzgerode, y su único hijo Guillermo Luis. En 1665, a la muerte sin herederos del Príncipe Guillermo Luis de Anhalt-Köthen, los territorios y el título de este fueron tomados por sus primos Emmanuel y Lebrecht, cogobernantes de Anhalt-Plötzkau, cuyos territorios volvieron a Anhalt-Bernburg (de donde habían sido extraídos) a manos de Víctor Amadeo. En 1709, heredó los territorios del principado de Anhalt-Harzgerode a la muerte de Guillermo Luis, quien había sido su gobernante.

### Matrimonio e hijos

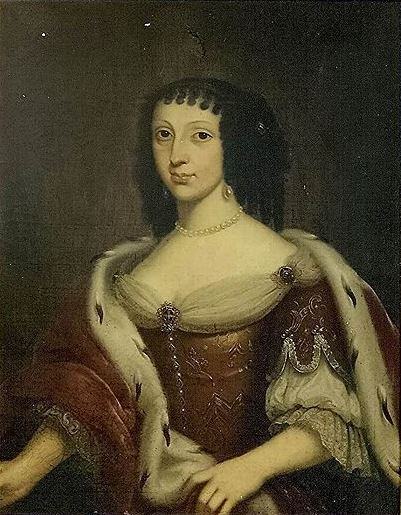
Su esposa Isabel del Palatinado-Zweibrücken.

En Meisenheim am Glan el 16 de octubre de 1667 Víctor Amadeo contrajo matrimonio con Isabel (Meisenheim, 22 de marzo de 1642 -Bernburg, 18 de abril de 1677), hija del Conde Palatino Federico del Palatinado-Zweibrücken. Tuvieron seis hijos:
1. Carlos Federico, Príncipe de Anhalt-Bernburg (Bernburg, 13 de julio de 1668 - Ballenstedt, 22 de abril de 1721).
2. Lebrecht, Príncipe de Anhalt-Zeitz-Hoym, más tarde Anhalt-Bernburg-Schaumburg-Hoym (Bernburg, 28 de junio de 1669 - Bad Ems, 17 de mayo de 1727), padre de Víctor I de Anhalt-Bernburg-Schaumburg-Hoym
3. Sofía Juliana (Bernburg, 26 de octubre de 1672 - Bernburg, 21 de agosto de 1674).
4. Juan Jorge (Bernburg, 14 de febrero de 1674 - muerto en batalla en Leuze, 9 de septiembre de 1691).
5. Cristián (Bernburg, 15 de marzo de 1675 - Bernburg, 30 de diciembre de 1675).
6. Un hijo (n. y m. Bernburg, 18 de abril de 1677).

Después de la muerte de su esposa durante el nacimiento de su sexto hijo, Víctor Amadeo permaneció viudo por los siguientes cuarenta y un años, hasta su muerte.